# 林长民

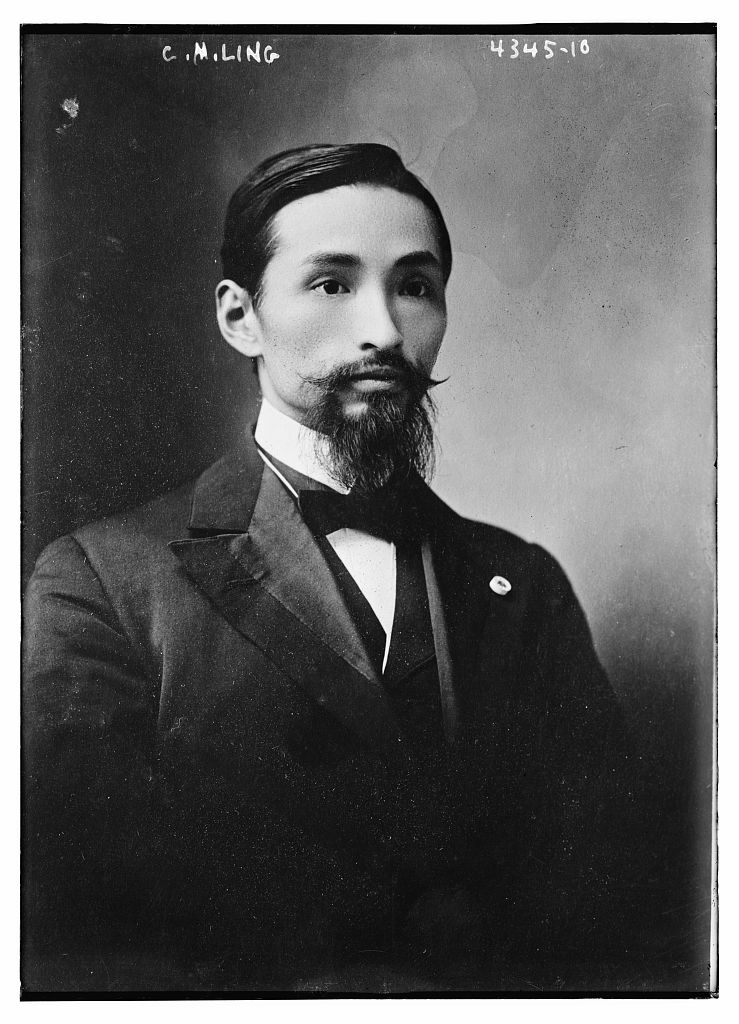
林长民肖像（摄于1917年）

林长民（1876年9月16日—1925年12月24日），  （页面存档备份，存于） 幼名则泽，字宗孟，号苣苳子、桂林一枝室主等，福建省福州府閩縣人。清末民初政治人物、外交官、教育家、书法家。研究系领导人之一。

## 生平

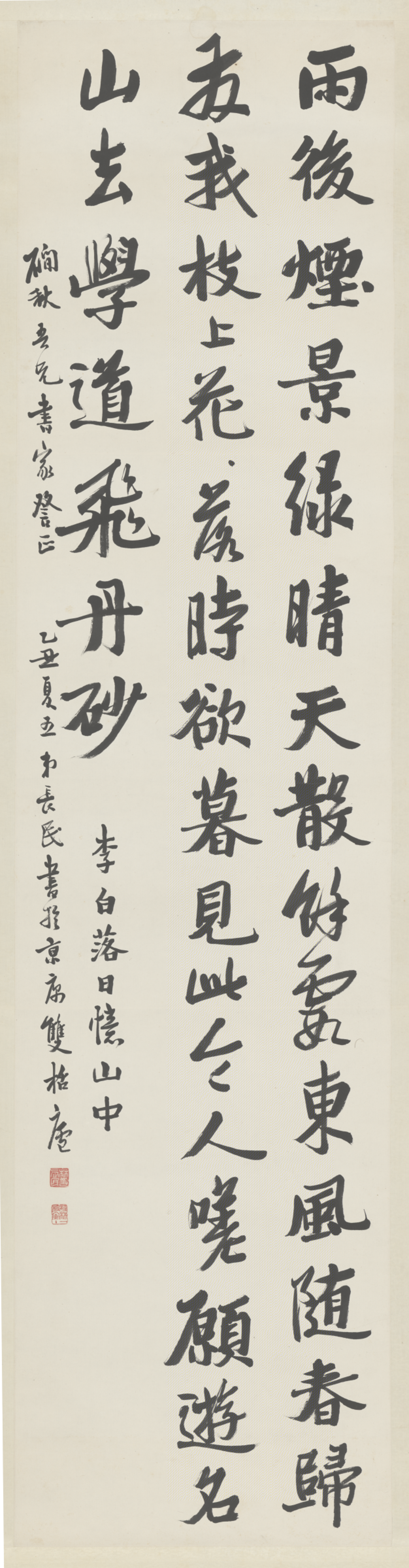
林長民行書李白《落日憶山中》（北京故宮博物院藏）

### 清末的活動
林长民生于一个官宦家庭。父林孝恂，光绪进士，历任浙江一些州县的知县。据《福建省地方志》记载，清光绪二年七月十六日(1876年9月3日)，林长民生于杭州，而《造化元钥评注》则记为“光绪二年六月十四日(1876年8月3日)出生。 
1897年（光緒23年）中秀才後，学习英語、日語，从事翻译业。
1906年（光緒32年），他通过杭州東文学校赴日本留学，在早稻田大学获得政治经济科的学士。其间，他任福建同郷会会長。中野正刚、風見章是其同班同学。除此之外，他还同張謇、岑春煊、湯化龙、孫洪伊、劉崇佑、徐佛蘇、楊度、宋教仁、犬養毅、尾崎行雄有交流。
1909年（宣統元年）归国。就任福建官立法政学堂教務長兼福建谘议局書記長。不久，他出席了在上海召开的各省谘议局会議，被推为国会請願同志会書記。

### 国際的活動

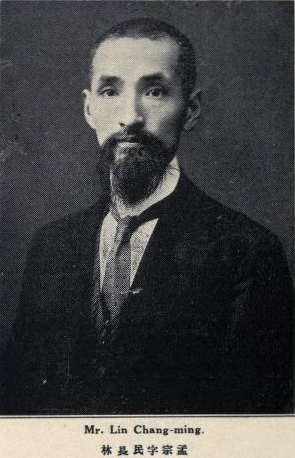
《中国名人录（第三版）》中的林长民照片

1911年（宣統3年）4月27日的黄花岗起義中，慶应義塾大学哲学科学生、林长民的堂弟林觉民成为黄花岗七十二烈士之一，壮烈牺牲。林長民因而對清政府心生仇恨，為此投身革命活動以報血仇，作为福建代表参加了在南京举行的各省都督府代表联合会会議。孫文（孫中山）当选中華民国臨時大总統后，林长民任内務部参事。林长民参加了《中華民国臨時約法》的起草工作。
1912年（民国元年）1月，林长民、張謇、程德全等人组织統一党，林长民任该党幹事。5月共和党成立，林长民任该党幹事。同年，林长民任临时参议院秘书长。林長民和不少北京權貴和議員有私交。1913年（民国二年），林长民当选民元国会衆議院議員，并兼任众议院秘书长，5月任進歩党的政務部部長。
在衆議院，他担任秘書長兼憲法起草委員，参与制定《天壇憲草》。在北京活動的同时，他还就任福建私立法政学校校長。1914年（民国3年）任政事堂参議，5月任参政院代理秘書長。1915年（民国4年）任法制局局長，不久辞任。1916年，国会重开，继续担任众议院议员。1916年，他还担任宪法研究会编辑事务，该会即进步党人士结合而成。
1917年（民国6年）7月，任段祺瑞内閣的司法总長，同年11月辞任。1918年，任总統府外交委員会委員兼事務主任。同年4月，加入費洛俱樂部。1919年（民国8年）任国際联盟同志会理事。当時林长民对巴黎和会上中国代表团就收回山東利权的交涉不力，藉機在北京的《晨報》上撰文批判列強和政府，令它成为五四运动爆发的借囗。五四运动中支持討伐曹汝霖。
翌年，林長民赴伦敦，同梁启超、汪大燮组织講学社。1921年（民国10年）5月，他被推为国際联盟同志会首席代表，在意大利米兰举行的国際联盟会議上发表演説。同年10月归国。

### 戰場身亡
1922年（民国11年）民元国会第2次恢復，他继续任国会衆議院議員，并被补选为憲法起草委員会委員。翌年他因反对曹锟賄選而逃往上海。1924年（民国13年），福建私立法政学院改組为福建大学（現福建师范大学），他就任校長。他发表了《敬告日本人》公开信，批判日本的对华政策。翌年，他被段祺瑞的執政政府任命为国憲起草委員会委員。
同年11月，奉系将领郭松龄针对奉系领导人張作霖发动兵变。当時林長民被郭松龄聘任为秘書長。后来，郭松龄遭到張作霖的反击而兵败。12月24日，林长民在奉天省新民县（今新民市）小蘇家屯的混战中遭流彈击中而身亡。享年50岁。

## 家庭
- 父：林孝恂，光绪己丑科（1889年）进士
- 元配：叶氏，指腹为婚，无子女

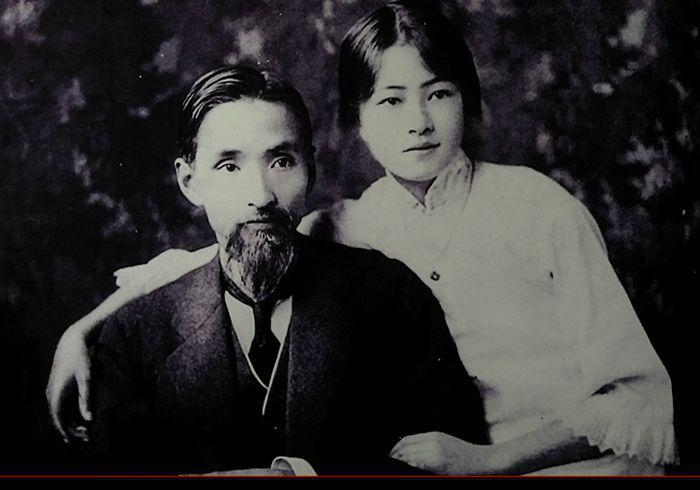
1920年林长民与女儿林徽因游历欧洲时在伦敦的合影

- 续弦：何雪媛（1882年－1972年），生有一男二女，仅林徽因长大成人
  - 长女：林徽因（1904年－1955年），何雪媛所生
    - 女婿：梁思成
    - 外孙女：梁再冰（1929年－），毕业于于北京大学西语系，后在新华社担任记者，在英国、澳大利亚、香港工作多年，1991年退休
    - 外孙：梁从诫（1932年－2010年），知名环保人士，曾任环保组织自然之友会长、中国文化书院副院长、全国政协常务委员
- 妾：程桂林。1912年林长民纳程桂林为妾
  - 次女：林燕玉（1914年－1950年）
  - 长子：林桓（1915年生，1948年入读西雅图华盛顿大学。后任美国俄亥俄美术学院院长1948年移民美国，英文名 Henry Huan Lin，陶瓷艺术家，俄亥俄大学美术学院院长）
    - 儿媳：张明晖（Julia Chang Lin，1928-2013），林桓之妻，生于上海名医世家。1947年上海圣约翰大学入读，1949年5月经香港赴美入读史密斯學院。华盛顿大学硕士学位，后在俄亥俄大学英语系执教。
    - 孙子：林潭
    - 孙女：林璎，林桓与张明晖之女，1959年10月5日出生。2010年获得美国国家艺术奖章，在美国白宫接受美国总统颁奖

  - 次子：林恒（1916年生，抗日战争时驾驶战机阵亡于成都上空）
  - 三子：林暄（1919年生，后任郑州大学教授）
  - 四子：林垣（1922年生，其名一作“林煊”）。
    - 孙女：林冰，林垣之女
- 弟：林天民
- 堂弟：林觉民，林孝颖之子
- 堂弟：林肇民
- 堂弟：林尹民
- 堂妹：林懿民